# Theology and Philosophy of Education
Teología y Filosofía de la Educación (TAPE) es una revista electrónica académica internacional sobre teología de la educación y filosofía de la educación . La revista es publicada por la Academia Cristiana Checa, Sección Pedagógica, y se publica dos veces al año. La revista fue fundada el 20 de enero de 2022, el primer número se publicó el 25 de mayo de 2022. La creación de la revista TAPE se anunció oficialmente en la Escuela de Invierno de Filosofía de la Educación de 2022,que, al igual que la revista, se fundó a partir del legado del patriarca de la escuela checa de filosofía de la educación, Radim Palouš, y la primera dama de la filosofía de la educación checa, Jaroslava Pešková.TAPE también suscribe explícitamente el legado del teólogo checo Josef Zvěřinay su Teología del Ágape.
TAPE es una revista de acceso abierto (OA, ruta diamante/platino), su principal propósito es contribuir a la discusión sobre varios aspectos de la teología de la educación y la filosofía de la educación mediante la publicación de textos académicos revisados por pares. TAPE crea un espacio de discusión sobre cuestiones filosóficas, teológicas y educativas (pedagógicas), para la relación mutua y la posible cooperación.

## Inclusión en bases de datos
La revista TAPE tiene su propio ISSN y está incluida en la base de datos internacional de revistas teológicas,en la base de datos de revistas en línea de Europa central y oriental CEEOL,en la base de datos OpenArchives,en la base de datos BASE,en la base de datos WorldCat,DOAJ,Zenodo,  PhilPapers,Internet Archive,Sherpa Services,EuroPub,Sudoc,y en la base de datos de revistas que publican de forma gratuita en áreas de crianza y educación.
1. ↑  NAGY, Jakub (2022). «New Journal on Theology and Philosophy of Education». Church Reporter 7 (2): 5-6. Consultado el 3-2-2025.
2. ↑  DLOUHÁ, Jana (2022). «TAPE – to není páska s již hotovým záznamem, ale nový časopis pro filosofii a teologii výchovy». Envigogika 17 (1). doi:10.14712/18023061.646. Consultado el 3-2-2025.
3. ↑  NAGY, Jakub (2022). «The half-yearly meeting of the Academic Committee of the Czech Christian Academy in the Emmaus Monastery in Prague. Church Reporter, 2022-07-28, roč. 7, čís. 7, s. 6–7.». Church Reporter 7 (7): 6-7. Consultado el 3-2-2025.
4. ↑  SPIŠIAKOVÁ, Mária (2022). «Informácia o novom medziodborovom časopise Theology and Philosophy of Education». Studia Aloisiana 13 (1): 70.
5. ↑  BLAŠČÍKOVÁ, Andrea; SVOBODOVÁ, Zuzana (2022). «Druhý ročník Zimnej školy filozofie výchovy». Náš čas [print] (Univerzita Konštantína Filozofa v Nitre) 26 (1): 32-33.
6. ↑  NEMEC, Rastislav (2022). «Zuzana Svobodová – Andrea Blaščíková: Mezi filosofií a teologií výchovy. Dialog k odkazu Radima Palouše». Studia theologica XXIV (1): 194. Consultado el 3-2-2025.
7. ↑  SVOBODOVÁ, Zuzana; BLAŠČÍKOVÁ, Andrea (2021). Mezi filosofií a teologií výchovy: Dialog k odkazu Radima Palouše [Entre filosofía y teología de la educación: Diálogo sobre el legado de Radim Palouš] (en czech-slovak) (Karolinum edición). Praha. ISBN 978-80-246-4902-3.
8. ↑  SVOBODOVÁ, Zuzana (2015). «Radim Palouš (1924–2015)». PAIDEIA: PHILOSOPHICAL E-JOURNAL OF CHARLES UNIVERSITY 12 (1): 1-2. Consultado el 3-22025.
9. ↑  SPIŠIAKOVÁ, Mária (2021). «Zimná škola filozofie výchovy, ktorá sa konala on-line v dňoch 1. – 5. februára 2021». Studia Aloisiana 12 (1): 69. Consultado el 3-2-2025.
10. ↑  SVOBODOVÁ, Zuzana (2021). «Dialog». Setkání: 9. Consultado el 3-2-2025.
11. ↑  SVOBODOVÁ, Zuzana; BLAŠČÍKOVÁ, Andrea (2021). «Prvý ročník Zimnej školy filozofie výchovy». Náš čas 25 (2): 43. Consultado el 2-3-2025.
12. ↑  SVOBODOVÁ, Zuzana (2022). «Theology of Education and Philosophy of Education in Dialogue». Theology and Philosophy of Education 1 (1): 2. doi:10.5281/zenodo.6605415. Consultado el 3-2-2025.
13. ↑  SKALICKÝ, Karel; ŠTĚCH, František (2022). «Interview with Professor Karel Skalický about Czech Exile Journal Studie». Theology and Philosophy of Education 1 (1): 5-6. doi:10.5281/zenodo.6613943. Consultado el 3-2-2025.
14. ↑  ZVĚŘINA, Josef (2003). Teologie Agapé [Teología del Ágape] (en czech). Praha: Vyšehrad. pp. 5-6. ISBN 80-7021-432-5.
15. ↑  «List of theology journals - WikiMili, The Free Encyclopedia [online]. WikiMili.com». Consultado el 3-2-2025.
16. ↑  «Theology and Philosophy of Education [online]. www.ceeol.com». Consultado el 3-2-2025.
17. ↑  «OAI-PMH Registration Record [online]. www.openarchives.org». Consultado el 3-2-2025.
18. ↑  «BASE (Bielefeld Academic Search Engine): Hit List [online]. www.base-search.net». Consultado el 3-2-2025.
19. ↑  «heology and philosophy of education: an international journal for perspectives in the theology of education and philosophy of education [online]. WorldCat.org». Consultado el 3-2-2025.
20. ↑  «Theology and Philosophy of Education – DOAJ. doaj.org [online]». Consultado el 3-2-2025.
21. ↑  «Search Theology and Philosophy of Education. zenodo.org [online]». Consultado el 3-2-2025.
22. ↑  «Theology and Philosophy of Education - PhilPapers. philpapers.org [online]». Consultado el 3-2-2025.
23. ↑  «Internet Archive: Digital Library of Free & Borrowable Books, Movies, Music & Wayback Machine. archive.org [online]». Consultado el 3-2-2025.
24. ↑  «Theology and Philosophy of Education - Sherpa Services. v2.sherpa.ac.uk [online]». Consultado el 3-2-2025.
25. ↑  «Theology and Philosophy of Education | Sherpa v3. beta.sherpa.ac.uk [online]». Consultado el 3-2-2025.
26. ↑  «Theology and Philosophy of Education. europub.co.uk [online]». Consultado el 3-2-2025.
27. ↑  «Répertoire des centres de ressources du SUDOC. www.sudoc.fr [online]». Consultado el 3-2-2025.
28. ↑  «List of Education journals. listofjournals.com [online]». Consultado el 3-2-2025.

## Literatura
- J. M. Hull, «What is theology of education?» [¿Qué es la teología de la educación?]. Scottish Journal of Theology 30, no. 1 (1977), pág. 3-29.
- R. Palouš, Z. Svobodová, Homo educandus: Filosofické základy teorie výchovy [Homo educandus: Fundamentos filosóficos de la teoría de la educación]. Praga: Karolinum, 2011. ISBN 978-80-246-1901-9.
- J. Patočka, Filosofie výchovy [Filosofía de la educación]. In Péče o duši I. [El cuidado del alma I]. Praha: OIKOYMENH, 1996. ISBN 80-86005-24-0, pág. 363-440.
- Z. Svobodová, A. Blaščíková, Mezi filosofií a teologií výchovy: Dialog k odkazu Radima Palouše [Entre la filosofía y la teología de la educación: un diálogo sobre el legado de Radim Palouš]. Praha: Karolinum, 2021. ISBN 978-80-246-4902-3.
- R. N. S. Topping, Happiness and wisdom: Augustine's early theology of education [Felicidad y sabiduría: la teología temprana de la educación de Agustín]. Washington D. C.: Catholic University of America Press, 2012. ISBN 978-0-8132-1973-8.
- J. Zvěřina, Teologie Agapé [Teología del Ágape]. Praha: Vyšehrad, 2003. ISBN 80-7021-432-5.